# Dick Diamonde
Dick Diamonde (ur. 28 grudnia 1947, w Hilversum, Holandia, zm. 18 września 2024) – australijski gitarzysta basowy, jako Dingeman van der Sluys, był basistą zespołu The Easybeats.